# Morggán, 2. Earl of Mar
Morggán, 2. Earl of Mar (auch Morgund, † vor dem 30. März 1183), war ein schottischer Adeliger.

## Leben
Morggán hatte offenbar Verbindungen zum Clan MacDuff, dessen Oberhaupt im 12. Jahrhundert den Titel Earl of Fife führte. Er war ab etwa 1150 Earl of Mar. Er wird erstmals als Zeuge auf einer Schenkungsurkunde von König David I. an die Mönche von Dunfermline Abbey genannt, die auf die Zeit zwischen 1147 und 1152 datiert wird. Weitere Urkunden aus dieser Zeit belegen, dass er zu dieser Zeit bereits mehrere Jahre den Titel des Earl of Mar führte. Auch in einer Urkunde von König Malcolm IV. aus dem Jahr 1154, in der die Rechte der Mönche von Dunfermline bestätigt werden, ist er als Morgrundus comes de Mar aufgeführt. In den Urkunden wurde er als Comes, umgangssprachlich dagegen noch mit dem alten gälischen Titel Mormaer bezeichnet. Als großzügiger Gönner der Priorei von St. Andrews erscheint sein Name ebenfalls in mehreren Urkunden. Zwischen 1165 und 1171 stiftete er größere Summen für den Bau der Kirche von Tarland in Cromar unter der Bedingung, dass er und seine Frau nach ihrem Tod auf jeden Fall in St. Andrews zu begraben seien. Weitere Spenden mit derselben Auflage übergab er im Jahr 1178 für den Bau der Kirche in Migvie.
In einem einzelnen Dokument aus dem Jahr 1171 wurde er für König Wilhelm der Löwe als Sohn des Gyloclery, Earl of Mar bezeichnet, um damit Vorwürfe der Illegitimität zu entkräften. Die historische Forschung betrachtet dieses Dokument zwar als eine Form von Urkundenfälschung, der benannte Gillocher wird mit dem frühen Earldom von Moray in Verbindung gebracht. Mit dieser Urkunde wurde jedoch der Anspruch auf den Titel des Earl of Mar auch auf Grund der Abstammung gerechtfertigt – und vom König bestätigt.
Morggán oder sein Nachfolger Gille Críst ließ das Doune of Invernochty errichten, das dann Hauptsitz der Earls of Mar wurde. Sein Todesjahr ist unbekannt, er starb vor 1183, vermutlich einige Jahre zuvor. Aus den 1170er Jahren ist nichts von ihm bekannt, möglicherweise hatte Mar während dieser Zeit unter der Verwaltung des schottischen Königs gestanden.

## Nachkommen
Aus seiner Ehe mit Agnes stammten sechs Söhne; Malcolm, James, Duncan, Donald, David und John. Bis auf Duncan tauchen die anderen Namen nur ein- oder zweimal in kirchlichen Urkunden oder als Beurkundungszeugen in den Jahren zwischen 1182 und 1232 auf. Bei seinem Tod wurden seine Söhne aber übergangen, stattdessen erhob der König 1183 Gille Críst zum Earl of Mar, dessen Herkunft unbekannt ist. Nach Gille Crísts Tod vor 1211 beanspruchte Morggáns Sohn Malcolm vergeblich den Titel Earl of Mar, doch erst sein Bruder Duncan wurde zwischen 1222 und 1228 zum Earl erhoben.